# Governatore dei Nuovi Paesi Bassi
Questo è un elenco di amministratori, nominati dalla Compagnia olandese delle Indie occidentali, per la seicentesca provincia olandese dei Nuovi Paesi Bassi (Nieuw-Nederland in olandese), in Nord America. Solo l'ultimo, Peter Stuyvesant, ebbe il titolo di direttore generale. Appena la colonia crebbe, i comitati consultivi dei cittadini - conosciuti come i Dodici Uomini, gli Otto Uomini e i Nove Uomini - esercitarono molta influenza sul governatore e così sugli affari della provincia.
C'erano degli insediamenti dei Nuovi Paesi Bassi in quello che più tardi divenne gli Stati Americani di New York, New Jersey e Delaware; avamposti che ebbero vita breve si trovano nelle aree dell'odierno Connecticut, Rhode Island e Pennsylvania. La capitale, New Amsterdam, divenne l'odierna New York, quando gli olandesi cederono il controllo della colonia agli inglesi, che ribattezzarono la città e il resto della provincia nel giugno 1665.
Durante la restituzione alla dominazione olandese da agosto 1673 a novembre 1674, quando la nuova Olanda fu sotto la giurisdizione della città di Amsterdam, fu nominato il primo governatore olandese, Anthony Colve.

## Lista dei Governatori

### 1624–1664
| Ritratto                                             | Governatore o Director-General            | Inizio mandato | Fine mandato | Note |
| ---------------------------------------------------- | ----------------------------------------- | -------------- | ------------ | --- |
|                                                      | Cornelius Jacobsen May (1600s)            | 1624           | 1625         | - Esplorò la Baia del Delaware, la Baia di New York e il fiume Hudson. - Fondò la colonia di Nut Island (Noten Eylant) e gli avamposti di Fort Nassau sul Delaware River. - Cape May è stata intitolata in suo onore. |
|                                                      | Willem Verhulst (o Van der Hulst) (1600s) | 1625           | 1626         | - Iniziò la costruzione di Fort Amsterdam sulla punta meridionale dell'isola di Manhattan e Fort Wilhelmus sul fiume Delaware. - Impopolare con i coloni, fu rapidamente sostituito. |
| Portrait of Peter Minuit                             | Peter Minuit (1580–1638)                  | 1626           | 1631         | - Acquistò l'isola di Manhattan dai Nativi Americani il 24 maggio 1626 per l'equivalente in beni e merci di 60 fiorini. |
|                                                      | Sebastiaen Jansen Krol (1595–1674)        | 1632           | 1633         | |
| portrait of Wouter van Twiller by Washington Allston | Wouter van Twiller (1606–1654)            | 1633           | 1638         | - Precedentemente un impiegato da magazzino per la Compagnia olandese delle Indie occidentali uso i legami familiari con la famiglia Rensselaer per ottenere il posto. - Acquistò la Nut Island (Noten Eylant), più tardi chiamata Isola del governatore, dai Nativi Americani per due teste d'ascia, una stringa di perline e dei chiodi di ferro - Perse il reclamo della Colonia del Connecticut River Valley con i coloni del New England. - Respinse i coloni invasori della Virginia che cercarono di insediarsi nella valle del fiume Delaware. |
|                                                      | Willem Kieft (1597–1647)                  | 1638           | 1647         | - Tentò di cacciare la tribù Lenape. - Ordinò attacchi in Pavonia e in Corlears Hook, scatenando la guerra di Kieft. - Licenziato dalla Compagnia olandese delle Indie occidentali nel 1647. - Morì in mare presso Swansea, Galles, il 27 settembre 1647 mentre stava tornando ad Amsterdam a bordo della principessa Amelia. |
| Portrait of Peter Stuyvesant                         | Peter Stuyvesant (c.1612-1672)            | 1647           | 1664         | - Autorizzò i permessi per la costruzione di Communipaw and Bergen (odierna Jersey City) - Sotto il suo governo i Susquehannock attaccarono New Amsterdam, Pavonia e altri insediamenti olandesi durante la breve guerra di Peach Tree. - Ha ottenuto la vittoria nelle Guerre degli Esopus contro le tribù dei Lenape e degli Esopus. - Cedette Nuova Amsterdam agli inglesi. - Fu anche direttore del Curaçao (1642-1664) |

### 1673-1674
Nel 1673, durante la terza guerra Anglo-olandese, gli olandesi furono in grado di riconquistare New Amsterdam (rinominata "New York" dagli inglesi) grazie all' Ammiraglio Cornelis Evertsen e il giovane capitano Anthony Colve. Eversten rinominò la città "New Orange" Evertsen ritornò in Olanda nel luglio 1674 e fu accusato di aver disobbedito agli ordini, era stato infatti incaricato di non riprendere New Amsterdam ma di conquistare le colonie britanniche di Sant'Elena e Cayenne (ora Guiana francese). Nel 1674, gli olandesi furono costretti ad cedere New Amsterdam agli inglesi secondo i termini del secondo trattato di Westminster.
| Ritratto | Governatore o Director-General | Inizio mandato | Fine mandato | Note |
| -------- | ------------------------------ | -------------- | ------------ | --- |
|          | Anthony Colve (fl. 1600s)      | 1673           | 1674         | - Il mandato di Colve fu breve, iniziando con la presa di New York, ma si conclude il 9 febbraio 1674 con il trattato di Westminster, che ripristinò la colonia inglese. La notizia dei nuovi termini del trattato non raggiunse il Nuovo Mondo prima della fine dell'anno. |